# Eclectochromis
Genre
Eclectochromis est un genre de poissons de la famille des Cichlidae.

## Liste des espèces
Selon FishBase (1 Fev. 2016) :
- Eclectochromis lobochilus (Trewavas, 1935)
- Eclectochromis ornatus (Regan, 1922)

Selon ITIS (1 Fev. 2016) :
- Eclectochromis festivus (Trewavas, 1935) - considéré comme synonyme de Eclectochromis ornatus par FishBase
- Eclectochromis lobochilus (Trewavas, 1935)
- Eclectochromis ornatus (Regan, 1922)